# 6 Tage um den Preis der Jungen Welt

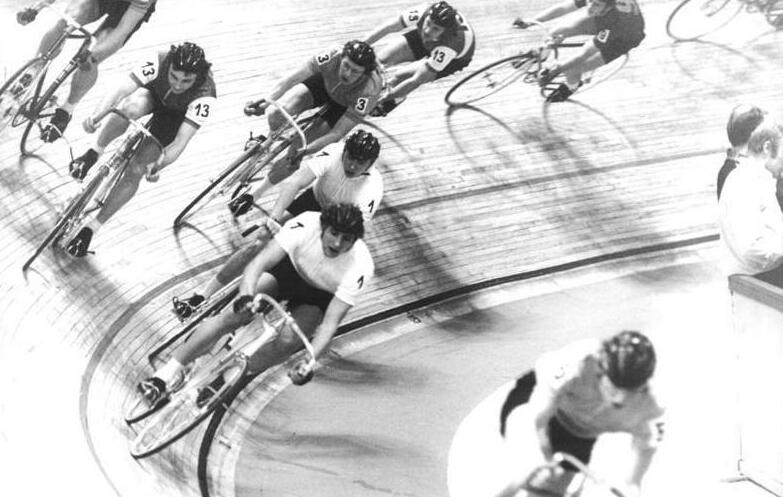
6 Tage um den Preis der Jungen Welt 1977

Die 6 Tage um den Preis der Jungen Welt waren eine internationale Sportveranstaltung im Bahnradsport in der DDR. Es war ein Wettbewerb, der als Zweier-Mannschaftsfahren ausgetragen wurde.

## Geschichte
Die Geschichte der 6 Tage um den Preis der Jungen Welt begann 1963 auf der Radrennbahn in der Werner-Seelenbinder-Halle im damaligen Ost-Berlin. Die erste Austragung fand unter dem Namen „Sechs-Tage-Parade“ statt. Sieger wurde die am zweiten Abend neu gebildete Mannschaft Wolfgang Schmelzer aus der DDR und Cees Lute aus den Niederlanden. Lute blieb der einzige ausländische Fahrer, der das Rennen gewinnen konnte. Alle anderen Sieger kamen danach aus der DDR. Ab 1976 war die Tageszeitung Junge Welt Namensgeber des Rennens.
Die  6 Tage um den Preis der Jungen Welt gingen über sechs hintereinanderliegende Rennabende mit Punktewertungen für die einzelnen Rennen, deren Addition dann die Gesamtwertung ergab. Zwei Fahrer bildeten eine Mannschaft.
Die einzelnen Tagesrennen (Etappen) wurden als Zweier-Mannschaftsrennen über Distanzen von 300 bis 600 Runden gefahren. Dabei wurde das international übliche Reglement angewendet, wonach zunächst Rundengewinne die Platzierung bestimmten und dann die Anzahl der gewonnenen Wertungspunkte für das Klassement herangezogen wurde (Prinzip: Rundengewinn geht vor Punktgewinn). Es wurden in Abständen Punktewertungen ausgefahren (5, 3, 2, 1 Punkte je Wertung). Die gewonnenen Runden und Punkte wurden nur für die Tageswertung herangezogen. Für die Gesamtwertung wurden Tagespunkte vergeben. Die Mannschaft mit der höchsten Gesamtpunktzahl wurde Sieger des Rennens. Wenige Ausnahmen gab es in den 1970er Jahren, als eine Etappe als Omnium ausgetragen wurde.
Seit ihrem ersten gemeinsamen Start 1978 waren Dieter Stein und Volker Winkler im Trikot der „Schwarzen Sieben“ die Publikumslieblinge in der Halle. Beide fuhren nach dem Ausscheiden ihrer Partner als neu gebildete Mannschaft und blieben auch in anderen Rennen ein erfolgreiches Team.

## Sieger
- 1963  Cees Lute –   Wolfgang Schmelzer
- 1964–1975 nicht ausgetragen
- 1976  Thomas Huschke –   Uwe Unterwalder
- 1977  Andreas Neuer –   Volker Winkler
- 1978  Holger Kickeritz –   Siegbert Schmeißer
- 1979  Dieter Stein –   Volker Winkler
- 1980 (Januar, 5 Tage)[5]  Dieter Stein –   Volker Winkler
- 1980 (Dezember)[5]  Thomas Barth –   Olaf Ludwig
- 1981  Dieter Stein –   Frank Kühn
- 1982  Gerald Mortag –   Olaf Ludwig
- 1983  Jörg Köhler –   Olaf Ludwig
- 1984  Uwe Ampler –   Uwe Raab
- 1985  Bernd Dittert –   Carsten Wolf
- 1986 nicht ausgetragen
- 1987 (1)  Uwe Preißler –   Uwe Hochfeld
- 1987 (2)  Andreas Wartenberg –   Olaf Ludwig
- 1988  Jörg Windorf –   Michael Stück